# Elecciones municipales de Pasco de 2018
Las elecciones municipales de Pasco de 2018 se llevaron a cabo el 7 de octubre de 2018 para elegir al alcalde y al Concejo Provincial de Pasco para el periodo 2019-2022. La elección se celebró simultáneamente con elecciones regionales y municipales (provinciales y distritales) en todo el Perú.
Como resultado de esta elección, Marco de la Cruz Bustillos, candidato de Pasco Dignidad, obtuvo el 22.96% de votos válidos y resultó electo como alcalde provincial de Pasco.

## Sistema electoral
La Municipalidad Provincial de Pasco es el órgano administrativo y de gobierno de la provincia de Pasco. Está compuesta por el alcalde y el Concejo Provincial.
La votación del alcalde y el concejo se realiza en base al sufragio universal, que comprende a todos los ciudadanos nacionales mayores de dieciocho años, empadronados y residentes en la provincia de Pasco y en pleno goce de sus derechos políticos, así como a los ciudadanos no nacionales residentes y empadronados en la provincia de Pasco. No hay reelección inmediata de alcaldes.
El Concejo Provincial de Pasco está compuesto por 11 regidores elegidos por sufragio directo para un período de cuatro (4) años, en forma conjunta con la elección del alcalde (quien lo preside). La votación es por lista cerrada y bloqueada. Se asigna a la lista ganadora los escaños según el método d'Hondt o la mitad más uno, lo que más le favorezca.

## Composición del Concejo Provincial de Pasco
La siguiente tabla muestra la composición del Concejo Provincial de Pasco antes de las elecciones.
| Partidos | Partidos                  | Regidores |
| -------- | ------------------------- | --------- |
|          | Solidaridad Nacional      | 7         |
|          | Fuerza Popular            | 2         |
|          | Concertación en la Región | 2         |

## Partidos y candidatos
A continuación se muestra una lista de los principales partidos y alianzas electorales que participaron en las elecciones:
| Candidatura | Candidatura | Partidos y alianzas                           | Candidato | Candidato                  | Ideología                                                          | Resultado previo | Resultado previo | Ref. |
| Candidatura | Candidatura | Partidos y alianzas                           | Candidato | Candidato                  | Ideología                                                          | Votos (%)        | Reg.             | Ref. |
| ----------- | ----------- | --------------------------------------------- | --------- | -------------------------- | ------------------------------------------------------------------ | ---------------- | ---------------- | ---- |
|             | SP          | Lista - Somos Perú (SP)                       |           | Leoncio Luquillas Puente   | Democracia cristiana Conservadurismo social                        | 6.45%            | 0                |      |
|             | AP          | Lista - Acción Popular (AP)                   |           | Vicente Alarcón Arrieta    | Partido atrapalotodo                                               | 6.36%            | 0                |      |
|             | FAA         | Lista - Frente Andino Amazónico (FAA)         |           | Zenon López Robles         | Regionalismo pasqueño                                              | 6.14%            | 0                |      |
|             | APP         | Lista - Alianza para el Progreso (APP)        |           | Amanda López Gamarra       | Liberalismo económico Conservadurismo liberal Populismo de derecha | 5.83%            | 0                |      |
|             | PD          | Lista - Pasco Dignidad (PD)                   |           | Marco de la Cruz Bustillos | Regionalismo pasqueño                                              | 4.63%            | 0                |      |
|             | TPP         | Lista - Todos por el Perú (TPP)               |           | Juan Carhuaricra Gerente   | Liberalismo Humanismo Progresismo                                  | Nuevo            | Nuevo            |      |
|             | PPK         | Lista - Peruanos Por el Kambio (PPK)          |           | Victoria Bustamante Flores | Liberalismo económico Conservadurismo progresista                  | Nuevo            | Nuevo            |      |
|             | PP          | Lista - Podemos por el Progreso del Perú (PP) |           | Darwin Chávez Mauricio     | Conservadurismo social Populismo Nacionalismo                      | Nuevo            | Nuevo            |      |
|             | PV          | Lista - Pasco Verde (PV)                      |           | Luis Colqui Salomé         | Regionalismo pasqueño                                              | Nuevo            | Nuevo            |      |

## Sondeos de opinión
La siguiente tabla enumera las estimaciones de la intención de voto en orden cronológico inverso, mostrando las más recientes primero y utilizando las fechas en las que se realizó el trabajo de campo de la encuesta. Cuando se desconocen las fechas del trabajo de campo, se proporciona la fecha de publicación.
Leyenda:
     Sondeo realizado en el periodo de prohibición legal de la difusión de sondeos de intención de voto.

### Intención de voto
La siguiente tabla enumera las estimaciones ponderadas (sin incluir votos en blanco y nulos) de la intención de voto.
| Encuestadora/Medio                 | Fecha              | Muestra | Marco de la Cruz | Amanda López | Darwin Chávez | Luis Colqui | Leoncio Luquillas | Victoria Bustam. | Vicente Alarcón | Dif. |  |  |  |  |
| ---------------------------------- | ------------------ | ------- | ---------------- | ------------ | ------------- | ----------- | ----------------- | ---------------- | --------------- | ---- |  |  |  |  |
| Encuestadora/Medio                 | Fecha              | Muestra |                  |              |               |             |                   |                  |                 |      |  |  |  |  |
| Elecciones municipales de 2018     | 7 oct 2018         | —       | 23.0             | 18.6         | 16.9          | 11.8        | 7.7               | 6.0              | 5.8             | 4.4  |  |  |  |  |
|                                    |                    |         |                  |              |               |             |                   |                  |                 |      |  |  |  |  |
| Ipsos Perú/América                 | 7 oct 2018         | ?       | 29.3             | 15.3         | 12.9          | 11.1        | –                 | –                | –               | 14.0 |  |  |  |  |
| Ipsos Perú/América                 | 7 oct 2018         | ?       | 24.0             | 15.7         | 15.1          | –           | 12.5              | –                | –               | 8.3  |  |  |  |  |
| Grupo de Estudios Sociales Andinos | 9–25 sep 2018      | 795     | 28.9             | 23.7         | 18.6          | 6.2         | 6.2               | 6.2              | 3.1             | 5.2  |  |  |  |  |
| Grupo de Estudios Sociales Andinos | 15 jul–12 ago 2018 | 772     | 22.9             | 22.9         | 16.7          | 9.4         | 3.1               | 8.3              | 2.1             | –    |  |  |  |  |
| Grupo de Estudios Sociales Andinos | 8 abr–13 may 2018  | 600     | –                | 36.8         | 18.4          | 10.5        | –                 | 5.3              | –               | 18.4 |  |  |  |  |

### Preferencias de voto
La siguiente tabla enumera las preferencias de voto en bruto (incluyendo blancos, viciados y sin respuesta) y no ponderadas.
| Encuestadora/Medio                 | Fecha              | Muestra | Marco de la Cruz | Amanda López | Darwin Chávez | Luis Colqui | Leoncio Luquillas | Victoria Bustam. | Vicente Alarcón | B/V  | NS/NO | Dif. |  |  |  |  |
| ---------------------------------- | ------------------ | ------- | ---------------- | ------------ | ------------- | ----------- | ----------------- | ---------------- | --------------- | ---- | ----- | ---- |  |  |  |  |
| Encuestadora/Medio                 | Fecha              | Muestra |                  |              |               |             |                   |                  |                 |      |       |      |  |  |  |  |
| Elecciones municipales de 2018     | 7 oct 2018         | —       | 19.3             | 15.7         | 14.3          | 9.9         | 6.5               | 5.0              | 4.9             | 15.8 | –     | 3.6  |  |  |  |  |
|                                    |                    |         |                  |              |               |             |                   |                  |                 |      |       |      |  |  |  |  |
| Grupo de Estudios Sociales Andinos | 9–25 sep 2018      | 795     | 28               | 23           | 18            | 6           | 6                 | 6                | 3               | –    | 3     | 5    |  |  |  |  |
| Grupo de Estudios Sociales Andinos | 15 jul–12 ago 2018 | 772     | 22               | 22           | 16            | 9           | 3                 | 8                | 2               | –    | 4     | –    |  |  |  |  |
| Grupo de Estudios Sociales Andinos | 8 abr–13 may 2018  | 600     | –                | 28           | 14            | 8           | –                 | 4                | –               | 2    | 22    | 14   |  |  |  |  |

## Resultados

### Sumario general
|                        |                                       |              |              |              |           |           |
| Partidos y coaliciones | Partidos y coaliciones                | Voto popular | Voto popular | Voto popular | Regidores | Regidores |
| Partidos y coaliciones | Partidos y coaliciones                | Votos        | %            | +/−          | Total     | +/−       |
|                        | Pasco Dignidad (PD)                   | 14,983       | 22.96        | +18.33       | 7         | +7        |
|                        | Alianza para el Progreso (APP)        | 12,164       | 18.64        | +12.81       | 2         | +2        |
|                        | Podemos por el Progreso del Perú (PP) | 11,058       | 16.94        | Nuevo        | 1         | +1        |
|                        | Pasco Verde (PV)                      | 7,684        | 11.77        | Nuevo        | 1         | +1        |
|                        | Somos Perú (SP)                       | 5,029        | 7.71         | +1.26        | 0         | ±0        |
|                        | Peruanos Por el Kambio (PPK)          | 3,889        | 5.96         | Nuevo        | 0         | ±0        |
|                        | Acción Popular (AP)                   | 3,782        | 5.80         | –0.56        | 0         | ±0        |
|                        | Todos por el Perú (TPP)               | 3,487        | 5.34         | Nuevo        | 0         | ±0        |
|                        | Frente Andino Amazónico (FAA)         | 3,184        | 4.88         | –1.26        | 0         | ±0        |
|                        |                                       |              |              |              |           |           |
| Total                  | Total                                 | 65,260       |              |              | 11        | ±0        |
|                        |                                       |              |              |              |           |           |
| Votos válidos          | Votos válidos                         | 65,260       | 84.16        | –0.67        |           |           |
| Votos en blanco        | Votos en blanco                       | 4,952        | 6.39         | –1.79        |           |           |
| Votos nulos            | Votos nulos                           | 7,328        | 9.45         | +2.46        |           |           |
| Votos emitidos         | Votos emitidos                        | 77,540       | 76.91        | –3.60        |           |           |
| Abstenciones           | Abstenciones                          | 23,277       | 23.09        | +3.60        |           |           |
| Votantes registrados   | Votantes registrados                  | 100,817      |              |              |           |           |
|                        |                                       |              |              |              |           |           |
| Fuente:                |                                       |              |              |              |           |           |

### Concejo Provincial de Pasco
| Cargo                        | Autoridad electa           | Partido político | Partido político         |
| ---------------------------- | -------------------------- | ---------------- | ------------------------ |
| Alcalde Provincial de Pasco  | Marco de la Cruz Bustillos |                  | Pasco Dignidad           |
| Regidor Provincial de Pasco  | Josías Cerrón Achahuanco   |                  | Pasco Dignidad           |
| Regidor Provincial de Pasco  | Daniel Estrella Huallpa    |                  | Pasco Dignidad           |
| Regidor Provincial de Pasco  | Cesar Vivas Rímac          |                  | Pasco Dignidad           |
| Regidor Provincial de Pasco  | Roy Zárate López           |                  | Pasco Dignidad           |
| Regidor Provincial de Pasco  | Jhoel Claro Sanchez        |                  | Pasco Dignidad           |
| Regidora Provincial de Pasco | Diana Ramos Huaranga       |                  | Pasco Dignidad           |
| Regidora Provincial de Pasco | Antonia Zárate Rodríguez   |                  | Pasco Dignidad           |
| Regidor Provincial de Pasco  | Helder Andrade Uscuchagua  |                  | Alianza para el Progreso |
| Regidora Provincial de Pasco | Hilda Blas Flores          |                  | Alianza para el Progreso |
| Regidor Provincial de Pasco  | Daniel Torres Medrano      |                  | Podemos Perú             |
| Regidor Provincial de Pasco  | Walter Salazar García      |                  | Pasco Verde              |

## Elecciones municipales distritales

### Sumario general
|         | Alianza para el Progreso (APP)        | 4  | +4 |  |  |  |
|         | Podemos por el Progreso del Perú (PP) | 3  | +3 |  |  |  |
|         | Frente Andino Amazónico (FAA)         | 2  | +1 |  |  |  |
|         | Pasco Dignidad (PD)                   | 1  | +1 |  |  |  |
|         | Pasco Verde (PV)                      | 1  | ±0 |  |  |  |
|         | Somos Perú (SP)                       | 1  | ±0 |  |  |  |
|         |                                       |    |    |  |  |  |
| Total   | Total                                 | 12 | ±0 |  |  |  |
|         |                                       |    |    |  |  |  |
| Fuente: |                                       |    |    |  |  |  |

### Resultados por distrito
La siguiente tabla enumera el control de los distritos de la provincia de Pasco. El cambio de mando de una organización política se resalta del color de ese partido.
| Distrito                            | Alcalde(sa) titular          | Partido político | Partido político        | Alcalde(sa) electo(a)    | Partido político | Partido político         |
| ----------------------------------- | ---------------------------- | ---------------- | ----------------------- | ------------------------ | ---------------- | ------------------------ |
| Huachón                             | Vicente Alarcón Arrieta      |                  | Fuerza Popular          | Teodoro Durán Flores     |                  | Alianza para el Progreso |
| Huariaca                            | Richar Rojas Rosas           |                  | Fuerza Popular          | Edinson Llanos Gonzales  |                  | Alianza para el Progreso |
| Huayllay                            | Héctor Morales Toledo        |                  | Fuerza Popular          | Román Marcelo Callupe    |                  | Podemos Perú             |
| Ninacaca                            | José de la Sota Quispe       |                  | Pasco Verde             | César López Huere        |                  | Alianza para el Progreso |
| Pallanchacra                        | Francisco Chamorro Cervantes |                  | Fuerza Popular          | Wilfredo Chamorro Guzmán |                  | Frente Andino Amazónico  |
| Paucartambo                         | Jorge Escandón Huaynate      |                  | Somos Perú              | Luis Pomachagua Osorio   |                  | Pasco Verde              |
| San Francisco de Asís de Yarusyacán | Edgar Velásquez Herrera      |                  | Unión por el Perú       | Edward Cabello Rosas     |                  | Alianza para el Progreso |
| Simón Bolívar                       | Hugo Rojas Rivera            |                  | Fuerza Popular          | Pablo Valentín Melgarejo |                  | Podemos Perú             |
| Ticlacayán                          | Wilfredo Ángel Meza          |                  | Solidaridad Nacional    | Ángela Janampa Torres    |                  | Podemos Perú             |
| Tinyahuarco                         | Victoria Bustamante Flores   |                  | Solidaridad Nacional    | Roberto Capcha Ramírez   |                  | Pasco Dignidad           |
| Vicco                               | Rosario Espinoza López       |                  | Frente Andino Amazónico | Zenón Espinoza Panez     |                  | Somos Perú               |
| Yanacancha                          | Mario Palacios Panez         |                  | Solidaridad Nacional    | Omar Raraz Pascual       |                  | Frente Andino Amazónico  |